# Hálslón
El Hálslón es un embalse al oriente de Islandia, que se forma en la central hidroeléctrica de Kárahnjúkar. Allí se origina el río Jökulsá á Brú.

## Características
Se encuentra en el municipio de Fljótsdalshérað, en la región oriental de Austurland. Tiene una superficie de 57 kilómetros cuadrados y una profundidad máxima de 180 metros, que alcanza en verano. En invierno es mucho menor: de 45 metros. En un año seco puede llegar a medir apenas 20 metros. Se extiende hasta el glaciar de Brúarjökull, que hace parte del Vatnajökull. Alberga 2.000.000 de metros cúbicos. Tiene una isla llamada Sandfell.